# Complutense-universiteit van Madrid
De Complutense-universiteit van Madrid is een openbare universiteit in de Spaanse hoofdstad Madrid. 
De universiteit werd in 1293 opgericht door Sancho IV van Castilië als Estudio de Escuelas Generales de Alcalá. In 1499 veranderde de universiteit van naam in Universitas Complutensis, genoemd naar Complutum, de Latijnse naam van de toenmalige vestigingsplaats van de universiteit, Alcalá de Henares. In deze beginjaren kwam de Complutensische polyglotbijbel er tot stand.
In 1836 verhuisde de universiteit naar de hoofdstad van Spanje. Tussen 1857 en 1954 had de universiteit het monopolie op het verlenen van de doctorstitel. Dit veranderde nadat de Universiteit van Salamanca haar historische voorrecht om deze titel te verlenen, terugkreeg.

## Bekende alumni
- Santiago Ramón y Cajal (1852–1934), arts, winnaar van de Nobelprijs voor Fysiologie of Geneeskunde
- José Ortega y Gasset (1883–1955), filosoof
- Fernando Savater (1947), filosoof
- Alejandro Amenábar (1972), Chileens filmregisseur
- Lope de Vega (1562–1635), dichter
- Francisco de Quevedo (1580–1645), dichter
- Mario Vargas Llosa (1936–2025), Peruviaans schrijver, winnaar van de Nobelprijs voor Literatuur
- José María Aznar (1953), voormalig Spaans minister-president
- Manuel Azaña y Díaz (1880–1940), voormalig president
- Juan Negrín (1889–1956), voormalig Spaans minister-president
- Loyola de Palacio (1950), voormalig vicevoorzitter van de Europese Commissie
- Javier Solana (1942), voormalig secretaris-generaal van de NAVO
- Pedro Solbes, politicus
- Adolfo Suárez (1932-2014), voormalig Spaans minister-president
- Julio Iglesias (1943), zanger
- María Teresa Fernández de la Vega (1949), voormalig Spaans vicepremier
- Letizia Ortiz (1971), echtgenote van koning Felipe VI van Spanje
- Maria Wonenburger, wiskundige, hoogleraar in de VS

Barcelona (Pompeu Fabra) ·
Berlijn (FU) ·
Bologna ·
Genève (IHEID) · 
Helsinki ·
Kopenhagen ·
Krakau ·
Leiden ·   
Leuven ·
Lissabon ·
Luxemburg ·
Madrid (Complutense) ·
München ·
Oxford · 
Parijs (Panthéon-Sorbonne) · 
Praag · 
St Andrews
 België - Universiteit Antwerpen ·
 Tsjechië - Masaryk-universiteit ·
 Denemarken - Universiteit van Aarhus ·
 Spanje - Complutense-universiteit van Madrid ·
 Finland - Universiteit van Helsinki ·
 Frankrijk - Université de Lille · Universiteit van Straatsburg ·
 Duitsland - Ruhr-universiteit van Bochum · Universiteit Leipzig ·
 Estland - Universiteit van Tartu ·
 Griekenland - Aristoteles-universiteit van Thessaloniki ·
 Hongarije - Eötvös Loránd Tudományegyetem ·
 IJsland - Háskóli Íslands ·
 Ierland - University College Cork ·
 Italië - Università di Bologna ·
 Letland - Latvijas Universitāte ·
 Litouwen - Universiteit van Vilnius ·
 Malta - Universiteit van Malta ·
 Nederland - Hogeschool voor de Kunsten Utrecht · Universiteit Utrecht ·
 Noorwegen - Universiteit van Bergen ·
 Oostenrijk - Universiteit van Graz ·
 Polen - Jagiellonische Universiteit ·
 Portugal - Universiteit van Coimbra ·
 Roemenië - Alexander Jan Cuza-universiteit van Iași ·
 Slowakije - Comeniusuniversiteit Bratislava ·
 Slovenië - Universiteit van Ljubljana ·
 Turkije - Boğaziçi Universiteit ·
 Verenigd Koninkrijk - Queens University Belfast · Universiteit van Hull ·
 Zwitserland - Universität Basel
Albanië: Universiteit van Tirana, Technische Hogeschool van Tirana · 
België: Vrije Universiteit Brussel, Université libre de Bruxelles · 
Bulgarije: Sofia Universiteit St. Kliment Ohridski · 
Cyprus: Universiteit van Cyprus · 
Duitsland: Vrije Universiteit Berlijn, Humboldtuniversiteit · 
Denemarken: Universiteit van Kopenhagen · 
Estland: Technische Universiteit Tallinn, Universiteit van Tallinn · 
Finland: Universiteit van Helsinki · 
Frankrijk: Sorbonne Université, Université Sorbonne-Nouvelle, Universiteit Paris-Dauphine ·
Griekenland: Universiteit van Athene · 
Hongarije: Loránd Eötvös-universiteit · 
Ierland: Nationale Universiteit van Ierland, Dublin · 
Italië: Universiteit Sapienza Rome, Universiteit van Rome Tor Vergata, Roma Tre-universiteit · 
Kroatië: Universiteit van Zagreb · 
Letland: Universiteit van Letland · 
Litouwen: Universiteit van Vilnius · 
Nederland: Universiteit van Amsterdam · 
Noord-Macedonië: Universiteit van Skopje · 
Noorwegen: Universiteit van Oslo · 
Oostenrijk: Universiteit van Wenen · 
Polen: Universiteit van Warschau · 
Portugal: Universiteit van Lissabon · 
Roemenië: Universiteit van Boekarest · 
Rusland: Staatsuniversiteit van Moskou · 
Slowakije: Comenius Universiteit Bratislava · 
Slovenië: Universiteit van Ljubljana · 
Spanje: Autonome Universiteit van Madrid, Complutense-universiteit van Madrid · 
Tsjechië: Karelsuniversiteit Praag · 
Verenigd Koninkrijk: University College London · 
IJsland: Universiteit van IJsland · 
Zweden: Universiteit van Stockholm · 
Zwitserland: Universiteit van Lausanne